# Чужие деньги (фильм, 1978)
«Чужие деньги» (фр. L'Argent Des Autres) — французский кинофильм. Экранизация произведения, автор которого — Нэнси Маркхэйм. 2 премии «Сезар».

## Сюжет
Анри Ранье (Жан-Луи Трентиньян) отвечает за выдачу кредитов в банке Miremont. Однажды он разрешает выдачу рискованного кредита Клоду Шевалье д`Авену (Клод Брассер), полагая, что выдача санкционирована вышестоящим руководством. Однако, когда банк сталкивается с невозвратом кредита, во всём обвиняют Анри. Его увольняют, и теперь он должен доказать, что не он несёт ответственность за эту и другие тёмные сделки…

## В ролях
- Жан-Луи Трентиньян — Анри Ранье
- Катрин Денёв — Сесиль Ранье
- Клод Брассёр — Клод Шевалье д`Авен
- Мишель Серро — Миремон
- Жерар Сети — де Нюлли
- Умберто Орсини — Блю

## Съёмочная группа
- Режиссёр: Кристиан де Шалонж
- Продюсер: Мишель де Брока, Адольф Вьецци
- Сценарист: Нэнси Маркхэйм, Кристиан де Шалон
- Композитор: Гай Буланжер
- Оператор: Жан-Луи Пикаве